# Vérfertőzés
A vérfertőzés a nemi erkölcs elleni bűncselekmények csoportjába tartozó bűncselekmény, a jogi tárgya a nemi kapcsolatoknak a társadalomban kialakult rendje, rokoni kapcsolatok tisztasága.

## Magyar szabályozás
- Btk. 199. § (1) Aki egyenesági rokonával szexuális cselekményt végez, bűntett miatt három évig terjedő szabadságvesztéssel büntetendő.
- (2) Aki testvérével közösül, vétség miatt két évig terjedő szabadságvesztéssel büntetendő.
- (3) Az (1) bekezdésben meghatározott bűncselekmény miatt nem büntethető a leszármazó, ha a cselekmény elkövetésekor tizennyolcadik életévét nem töltötte be.

### Elkövetési magatartás
A bűncselekmény elkövetési magatartása a szexuális cselekmény és közösülés. A (2) bekezdésnél csak a közösülés. A közösülés fogalma során eltérő jelentéssel találkozhatunk a köznapi, biológiai és jogi értelmezésénél. Biológiai értelemben közösülés alatt azt a nemi aktust értjük, amikor a férfi nemi szerve részben vagy egészben behatol a nő nemi szervébe, és amely következtében magömlés is bekövetkezik. Büntetőjog a közösülés befejezettségéhez kevesebb feltételt kíván meg: megtörténik a közösülés, ha közösülési szándékkal a nemi szervek érintkezése megtörténik, a férfi hímvesszője a női szeméremajkakkal érintkezik.[forrás?]
Szexuális cselekmény: "a közösülés és minden súlyosan szeméremsértő cselekmény, amely a nemi vágy felkeltésére, fenntartására vagy kielégítésére alkalmas, vagy arra irányul".

### A bűncselekmény alanya
Szükségszerűen két személynek kell részt vennie a cselekmény elkövetésében, a törvény csak a legközelebbi vérrokonok nemi kapcsolatát bünteti.
Az (1) szerint a bűncselekmény alanya az egyenes ági rokon. A rokonsági kapcsolatot nem érinti, hogy házasságon kívüli vagy belüli származáson alapul. Az egyenes ági rokonság fogalmát a Csjt. 34. § határozza meg: egyenes ági rokoni kapcsolat leszármazással jön létre, egyenes ági rokonság azok között áll fenn, akik közül az egyik a másiktól származik.
A (3) bekezdés szerint a bűncselekmény alanya a testvér lehet. Testvérek azok, akik ugyanazon szülőktől származnak, legalább egy szülőjük azonos (féltestvérek).
A bűncselekmény-alanyiság alapja a vérségi kötelék, nem pedig a jogi kapcsolat. Az örökbefogadás nem alapozza meg a bűncselekmény létrejöttét.

### Szándékosság
Csak szándékosan követhető el, az elkövető tudatának át kell fognia, hogy vérrokoni kapcsolat van közöttük.

### Büntethetőség kizárása
A (3) bekezdés alapján nem büntethető a leszármazó, ha a cselekmény elkövetésekor a 18. életévét nem töltötte be. Közömbös az, hogy ki kezdeményezte a szexuális kapcsolatot.

### 20/1999. (VI. 25.) AB határozat
A címbeli AB határozat meghozataláig a (3) bekezdés büntetni rendelte a testvérek közötti természet elleni fajtalanságot is. Az alkotmánybíróság szerint a vagy természet elleni fajtalanságot követ el szövegrész alkotmányellenes, mert a törvényi tényállás egyazon cselekvőség tekintetében kizárólag a szexuális irányultságra tekintettel tett különbséget a testvérek között nemük alapján. A vizsgált tényállás a fentiek szerint a fajtalanság különös esetét rendeli büntetni. Ezt a “természet elleni” fajtalanságot csak az azonos nemű testvérek követhetik el. A vizsgált tényállás nem nyilvánítja bűncselekménnyé a különnemű testvérek közötti fajtalanság elkövetését. A tényállás tehát különbséget tesz ugyanazon magatartás tekintetében az azonos nemű és a különnemű testvérek között.
A különbségtétel alapja a vizsgált esetben egyedül a szexuális irányultság: eszerint a homoszexuális testvérpárokat fenyegeti büntetéssel a törvény, a heteroszexuális testvérpárokat nem.

## Incesztofília
Az incesztofília nevű parafíliában szenvedő emberek a vérfertőzést szexuális örömforrásként élik meg.

## Lásd még
- Benkő Anna Zsanett-gyilkosság
- Jancsó Ladányi Piroska
- Pándy András